# 细川高国

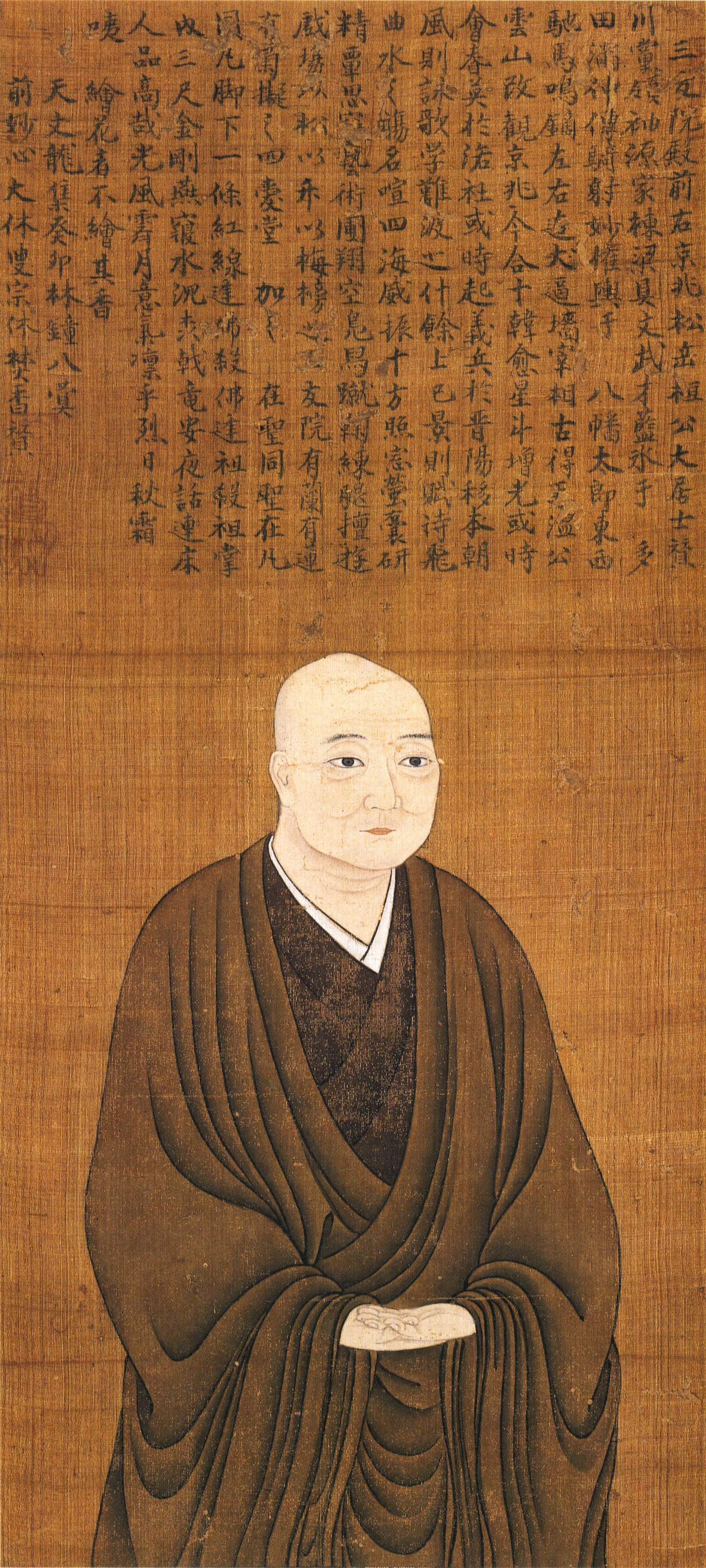
细川高国像（藏，相传为狩野元信绘，题赞）

细川高国（日语：／；1484年—1531年7月21日）是日本战国时代的武将、大名，室町幕府第31代管领，曾任摄津国、丹波国、山城国、赞岐国、土佐国的守护，细川京兆家第15代家督（1508年—1525年，1525年—1531年）。
他是细川氏一门野州家的细川政春的儿子，后成为细川氏嫡流（京兆家）当主、幕府管领细川政元的养子。因受第11代将军足利义高（后来的足利义澄）赐予偏讳“高”字，得名高国。他的弟弟是细川晴国，亲生子有细川稙国等人，养子则有细川氏纲。
在细川政权领袖细川政元遭到暗杀后的混乱（永正之错乱）中，高国最终排除同为政元养子、出身于阿波守护家的细川澄元，掌握了细川京兆家的家督之位与幕府的实权。此后，虽然与澄元之间爆发了被称为“两细川之乱”的长期权力斗争，但高国最终击败澄元，废黜将军足利义稙，拥立足利义晴，作为管领掌控幕政与京都周边地区，在畿内地区独霸一方。
另一方面，细川氏赖以统治分国的基础——被称为“内众”的重要家臣，因卷入京兆家的内斗而各自对立，不断消耗实力。高国虽依靠外来的大内氏兵力支撑局势，但在大内氏的势力撤回后，未能稳固自身的支持基础，最终败于澄元之子细川晴元，被迫自尽。